# پل استر
پال بنجامین اُستِر (انگلیسی: Paul Benjamin Auster؛ ۳ فوریهٔ ۱۹۴۷ – ۳۰ آوریل ۲۰۲۴) رمان‌نویس، فیلم‌ساز، شاعر و مترجم آمریکایی بود. شهرت او بیشتر به خاطر مجموعهٔ سه‌گانه نیویورک است. از فیلم‌نامه‌های او می‌توان به لولو روی پل اشاره کرد. کتاب‌های او به بیش از چهل زبان ترجمه شده‌اند.

## سبک نویسندگی

### پست‌مدرن
پل استر پیرو سبک داستان‌سرایی جنایی و کارآگاهی و سانتی‌مانتالیسم نبود. اما ادبیات جنایی را وارد نویسندگی پست‌مدرن کرد. او در نوشته‌های خود به تعلیق، مفاهیم فلسفی، و پرسشگری دربارهٔ مسائل انسانی می‌پرداخت.

### پوچ‌گرایی
در برخی آثار استر دیدگاه‌های روانشناختی و پوچ‌گرایی او دیده می‌شوند که بخشی از آنها برگرفته از زندگی واقعی خود او هستند. بخور و نمیر و اختراع انزوا و به ویژه سفر در اتاق تحریر نمونه‌های مهمی از این دیدگاه استر هستند. او در گفتگویی اشاره می‌کند: «گویی پیرمرد داستان خود اوست که شخصیت‌های سایر کتاب‌ها و داستان‌های قبلی‌اش به سراغش آمده‌اند و درحالی‌که خود را دربرابر آنها بی‌دفاع می‌بیند، باید دربرابر سرنوشتی که برایشان رقم زده است به آنها پاسخگو باشد».

### سیاست
پل استر در سیاست، لحنی بی‌پرده داشت. سانست پارک یکی از سیاسی‌ترین رمان‌های او است. او در این رمان به غیر از پرداختن به تبعات ریاست‌جمهوری باراک اوباما به سانسور، تهدید، و زندانی‌شدن نویسندگان، و فتوای خمینی برای قتل سلمان رشدی می‌پردازد.

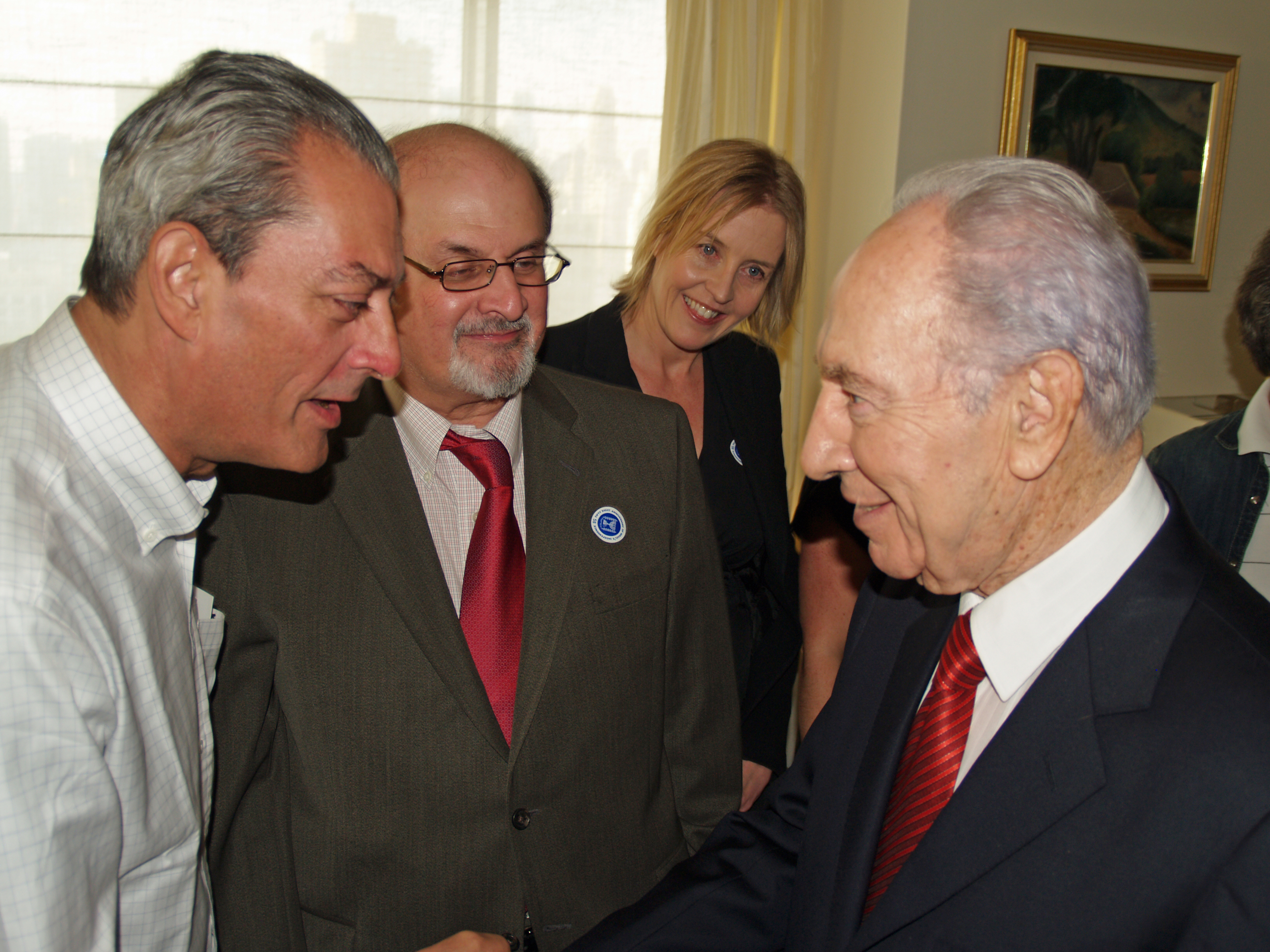
پل استر در دیدار با شیمون پرز به همراه سلمان رشدی و کارو لِوِلین (۲۴ سپتامبر ۲۰۰۸)

## سیاست
پل استر در سال ۲۰۱۷ رهبری نویسندگان مخالفان دونالد ترامپ و مدیریت گروه دفاع از آزادی بیان را در انجمن قلم آمریکا بر عهده گرفت.

## زندگی شخصی
پل استر ابتدا با نویسنده‌ای به نام لیدیا دیویس ازدواج کرد و از او پسری به نام دنیل استر دارد.
استر در سال ۱۹۸۱ با همسر دوم خود به نام سیری هاسوِت که نویسنده بود ازدواج کرد. حاصل این ازدواج دختری به نام سوفی استر است.

## درگذشت
پل استر در ۳۰ آوریل ۲۰۲۴ در خانه خود در بروکلین نیویورک بر اثر سرطان ریه درگذشت.

## در ایران
آشنایی ایرانیان با پل استر با انتشار مجموعهٔ سه‌گانه نیویورک آغاز شد. در دوره‌ای سه ناشر همزمان ترجمه‌های او را چاپ می‌کردند تا زمانی که نشر افق حق چاپ آثار او در ایران را خرید و به ناشر رسمی او تبدیل شد.
استر دربارهٔ فتوای خمینی برای قتل سلمان رشدی را محکوم کرده بود.

## برگردان آثار به فارسی
- خاطرات زمستان، ترجمهٔ خجستهٔ کیهان، نشر: افق.
- شهر شیشه‌ای، ترجمهٔ شهرزاد لولاچی، نشر: افق.
- ارواح، ترجمهٔ خجسته کیهان، نشر: افق.
- هیولای دریایی، ترجمهٔ ماندانا مشایخی، نشر: ماهی.
- کتاب اوهام، ترجمهٔ امیر احمدی آریان، نشر: مروارید.
- دیوانگی در بروکلین، ترجمه خجسته کیهان، نشر: افق.
- اتاق در بسته، ترجمهٔ خجسته کیهان، نشر: افق.
- شب پیشگویی، ترجمهٔ خجسته کیهان، نشر: افق.
- مون پالاس، ترجمهٔ لیلا نصیری‌ها، نشر: افق.
- کشور آخرین‌ها، ترجمهٔ خجسته کیهان، نشر: افق.
- سه‌گانه نیویورک، ترجمهٔ شهرزاد لولاچی و خجسته کیهان، نشر: افق. (شامل سه کتاب: شهر شیشه‌ای، ارواح، اتاق دربسته)
- اختراع انزوا، ترجمه بابک تبرایی، نشر:افق[۲]
- هیولا (لویاتان)، ترجمهٔ خجسته کیهان، نشر:افق.
- سفر در اتاق تحریر ترجمه مهسا ملک مرزبان، نشر افق (سفر در اتاق نسخه برداری، ترجمه مهدی غبرایی، نشر ثالث، سفر در اتاق کتابت، ترجمه احسان نوروزی، نشر چشمه)
- مردی در تاریکی، ترجمهٔ خجسته کیهان، نشر:افق.
- ناپیدا، ترجمهٔ خجسته کیهان، نشر:افق.
- تیمبوکتو، ترجمه شهرزاد لولاچی، نشر: افق
- سانست پارک'،' ترجمه مهسا ملک مرزبان. نشر: افق
- دفترچه سرخ، ترجمه شهرزاد لولاچی، نشر: افق
- کپسول زمان، ترجمه خجسته کیهان، نشر افق
- موسیقی شانس، ترجمه خجسته کیهان، نشر افق
- دست به دهان، (گاه‌شماری شکست‌های نخستین)، ترجمه بهرنگ رجبی، نشر: چشمه (بخور و نمیر؛ شرح شکست‌های من، ترجمه مهسا ملک مرزبان، نشر افق)
- بامگارتنر، ترجمه مهتاب صفدری، نشر یکشنبه
- مستر ورتیگو، ترجمه مهتاب صفدری، نشر یکشنبه